# Memorialul Statului Major al Frontului II Ucrainean (Malinovscoe)
Memorialul Statului Major al Frontului II Ucrainean este un monument amplasat în Malinovscoe, raionul Rîșcani, Republica Moldova. Este un monument istoric de importanță națională inclus în Registrul monumentelor Republicii Moldova ocrotite de stat cu nr. 2151 (raionul Rîșcani). Datează din 1975.